# Terras Baixas do Mar Negro
As terras baixas do mar Negro são uma região da planície europeia oriental que cobre toda a parte sul da Ucrânia.
É delimitada a partir dos planaltos no norte e nordeste até o mar Negro e o mar de Azove no sul, do rio Danúbio no oeste até o rio Kalmius no leste.